# Umamanu
Umamanu is een bestuurslaag in het regentschap Oost-Soemba van de provincie Oost-Nusa Tenggara, Indonesië. Umamanu telt 865 inwoners (volkstelling 2010).